# Neurobiología

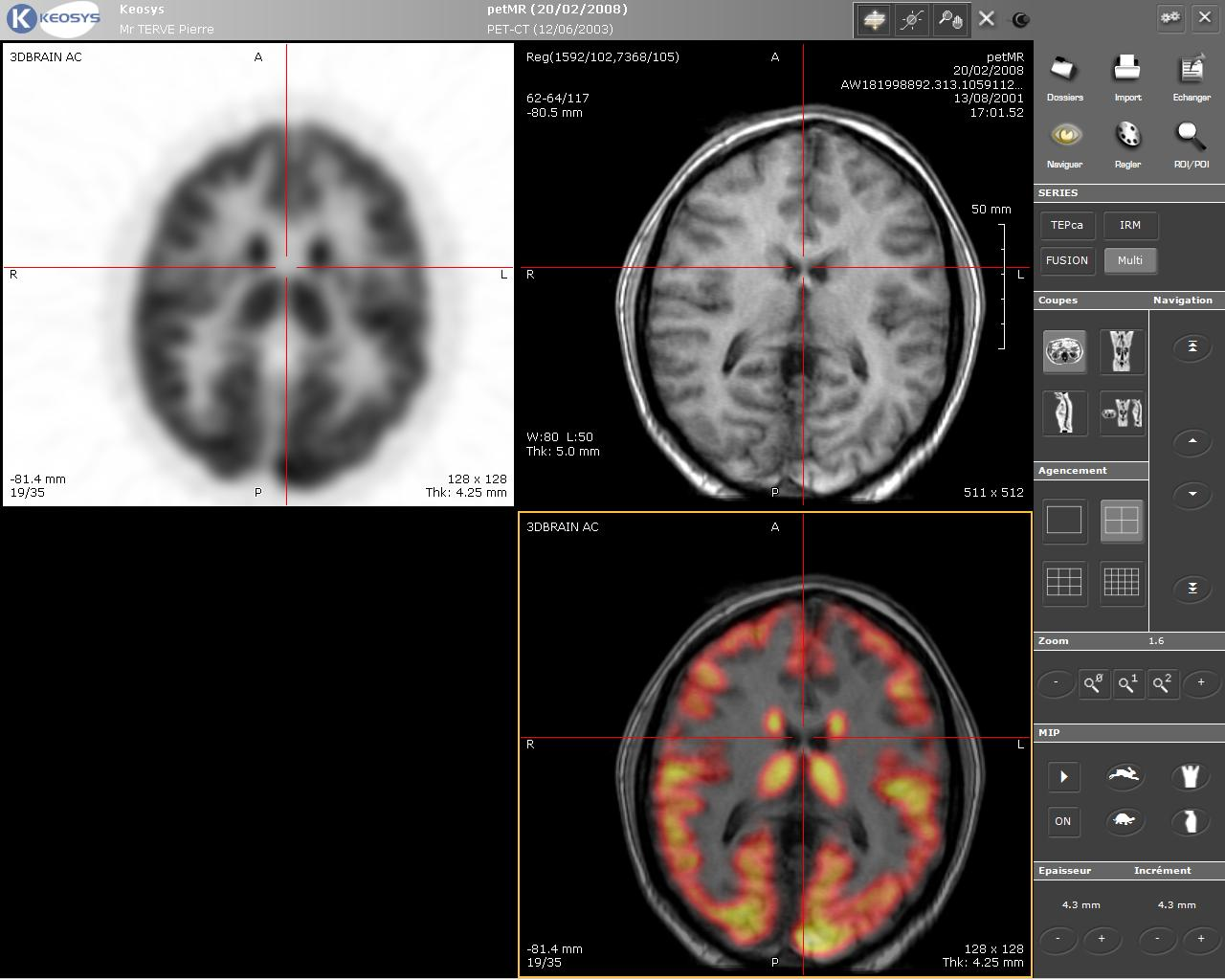
Imagen combinada de IRM y PET del cerebro humano.

La neurobiología es un campo de estudio de la Neurociencia centrado en su aspecto biológico, es decir, es el estudio de las células del sistema nervioso y la organización de estas células dentro de circuitos funcionales que procesan la información y median en el comportamiento. Es una subdisciplina tanto de la biología como de la neurociencia. La neurobiología difiere de la neurociencia, un campo mucho más amplio relacionado con cualquier estudio científico del sistema nervioso.[cita requerida] La neurobiología tampoco debe ser confundida con otras subdisciplinas de la neurociencia como la neurociencia computacional, la neurociencia cognitiva, la neurociencia del comportamiento, la psiquiatría biológica, la neurología y la neuropsicología a pesar del solapamiento que se da entre estas subdisciplinas. Los científicos que estudian la neurobiología se llaman neurobiólogos.
Las propiedades básicas, la actividad, y la regulación de las corrientes de membrana, la plasticidad sináptica, la neurotransmisión, la neurogénesis, la sinaptogénesis y los canales iónicos de las células son algunos campos estudiados por los neurobiólogos.
La anatomía celular y la subcelular se estudian para dar una visión del retraso mental en el Mental Retardation Research Center (MRRC).
Revistas como Frontiers in Cellular Neuroscience y Molecular and Cellular Neuroscience publican sobre temas de neurobiología.

## Historia

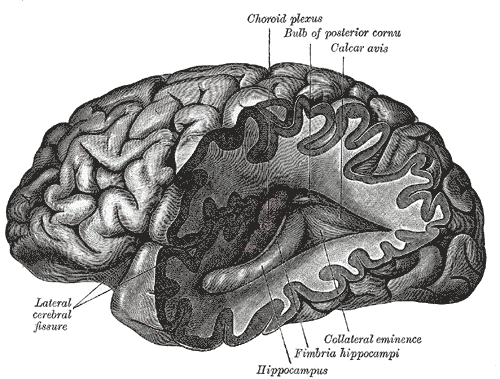
Ilustración de Anatomía de Gray mostrando una vista lateral del cerebro humano, señalando el hipocampo entre otras características neuroanatómicas.

El estudio del sistema nervioso se remonta al antiguo Egipto. La evidencia de trepanación, la práctica quirúrgica que consiste en perforar el cráneo con el objetivo de curar dolores de cabeza, trastornos mentales o aliviar la presión craneal, ha sido practicada en pacientes desde el neolítico y se ha encontrado en varias culturas alrededor del mundo. Manuscritos que datan del año 1700 A. C. indicarían que los egipcios poseían cierto conocimiento acerca de los síntomas que presenta el daño cerebral.
Algo así como "un relleno craneal" fueron las primeras observaciones hechas acerca del papel que desempeñaría el cerebro. En Egipto, desde finales del Imperio Medio en adelante, el cerebro era removido de forma regular para la momificación. Se pensaba, en ese entonces, que la inteligencia residía en el corazón y que sería este la fuente de la conciencia, pero esta creencia no sería rebatida sino hasta la llegada de Hipócrates de Cos, padre de la medicina. Él creía que el cerebro no solo estaba involucrado con la sensación—dado que la mayoría de los órganos especializados (los ojos, las orejas, la lengua) se hallan localizados en la cabeza cerca del cerebro—sino que también en él radicaría la inteligencia. Platón también especuló con la posibilidad de que el cerebro fuera el origen de la parte racional del alma. Aristóteles, sin embargo, creía que el corazón era el centro de la inteligencia y que el cerebro servía para enfriar la sangre. Esta opinión fue generalmente aceptada hasta que Galeno, médico de los Gladiadores romanos y seguidor de Hipócrates, observó como sus pacientes perdían ciertas facultades mentales al sufrir daños en el cerebro.
En Al-Ándalus, Abulcasis, el padre de la cirugía moderna, desarrolla materiales y diseños técnicos que todavía se utilizan en neurocirugía. Averroes sugiere la existencia de la enfermedad de Parkinson y atribuye propiedades fotorreceptoras a la retina. Ibn Zuhr describe la meningitis, tromboflebitis intracraneal, tumores del mediastino y realiza importantes contribuciones a la neurofarmacología moderna. Maimónides escribe acerca de los trastornos neuropsiquiátricos, describe la rabia y la intoxicación por belladona. Vesalio (1514-1564) rechaza la idea de sus contemporáneos que sostienen que los ligamentos, las aponeurosis y los tendones son tres tipos de unidades nerviosas, pues afirma que el nervio es el modo de la transmisión de la sensación y el movimiento. Comparte la creencia aristotélica: los nervios no se originan en el corazón, sino que provienen del cerebro. René Descartes observa que la glándula pineal se encuentra cerca de los ventrículos. Afirmaba que el líquido cefalorraquídeo de los ventrículos actuaba a través de los nervios para controlar el cuerpo, y que la glándula pineal, intervenía en este proceso.
Los estudios del cerebro se tornaron más sofisticados con la invención del microscopio y el desarrollo de un procedimiento de tinción por parte de Camilo Golgi a finales de la década de 1890. Tal procedimiento utiliza cromato de plata para revelar la intrincadas estructuras de las neuronas individuales. Su técnica fue utilizada por Santiago Ramón y Cajal y dio lugar a la formación de la doctrina de la neurona, la hipótesis de que la unidad funcional del cerebro es la neurona. Golgi y Ramón y Cajal compartieron el Premio Nobel de Fisiología o Medicina en 1906 por sus extensas observaciones, descripciones y clasificaciones de las neuronas en el cerebro. La doctrina de la neurona fue apoyada por diversos experimentos a partir del trabajo pionero de Galvani en la excitabilidad eléctrica de los músculos y neuronas. En el siglo XIX, Emil du Bois-Reymond, Johannes Peter Müller y Hermann von Helmholtz demostraron que las neuronas son eléctricamente excitables y que su actividad era previsible a la situación eléctrica de las neuronas adyacentes.
En el año 1921 Otto Loewi explicó que la transmisión de estímulo nervioso no era solamente eléctrica. Perfundiendo solución fisiológica tibia en corazones extirpados de rana lo mantenía latiendo. Estimulando el nervio vago de uno los corazones produjo una reducción de la frecuencia cardíaca, y el corazón no estimulado mantenía su frecuencia normal. Entonces realizó algo científicamente excepcional: extrajo el líquido del corazón estimulado y lo inyectó al corazón no estimulado y observó que este segundo corazón comenzaba a latir más lentamente. Descubrió que había algo que se producía en la estimulación que no era eléctrico, que era químico, porque se disolvía en la solución fisiológica inyectada y mantenía su efecto. Otto Loewi había descubierto los neurotransmisores, por lo que le dieron el Premio Nobel de medicina en 1936.
En paralelo con esta investigación, el trabajo con pacientes con daño cerebral realizado por Paul Broca sugirió que ciertas regiones del cerebro son responsables de determinadas funciones. En ese momento, los hallazgos de Broca fueron vistos como una confirmación de la teoría de Franz Joseph Gall de que el lenguaje se encontraba localizado en un área específica y ciertas funciones psicológicas se encontrarían localizadas en la corteza cerebral. La hipótesis de la localización de función fue apoyada por las observaciones de los pacientes epilépticos llevada a cabo por John Hughlings Jackson, quien dedujo correctamente la organización de la corteza motora viendo la progresión de las convulsiones en el cuerpo humano. Más adelante Wernicke desarrolla la teoría de la especialización de las estructuras específicas del cerebro en la comprensión del lenguaje y la producción. La investigación moderna sigue utilizando el mapa de citoarquitectura cerebral de Brodmann (en referencia al estudio de la estructura celular) para demostrar que las distintas áreas de la corteza se activan en la ejecución de tareas específicas.
En 1952, Alan Lloyd Hodgkin y Andrew Huxley presentaron un modelo matemático para la transmisión de señales eléctricas en las neuronas del axón gigante de calamar, los potenciales de acción, y cómo se inician y propagan, conocido como el modelo de Hodgkin-Huxley. En 1961-2, Richard Fitzhugh y J. Nagumo simplificaron a Hodgkin y Huxley en lo que se llama el modelo de Fitzhugh-Nagumo. En 1962, Bernard Katz modeló la neurotransmisión a través del espacio entre las neuronas conocida como sinapsis. En 1981 Catherine Morris y Harold Lecar combinaron estos modelos en el modelo de Morris-Lecar. En 1984, J. L. Hindmarsh y R. M. Rose aumentaron aún más el modelo neurotransmisión en el modelo de Hindmarsh-Rose.
A partir de 1966, Eric Kandel y James Schwartz examinaron el análisis bioquímico de los cambios en las neuronas asociadas con el aprendizaje y el almacenamiento de memoria.

## Neuronas, neuronas especulares y células gliales

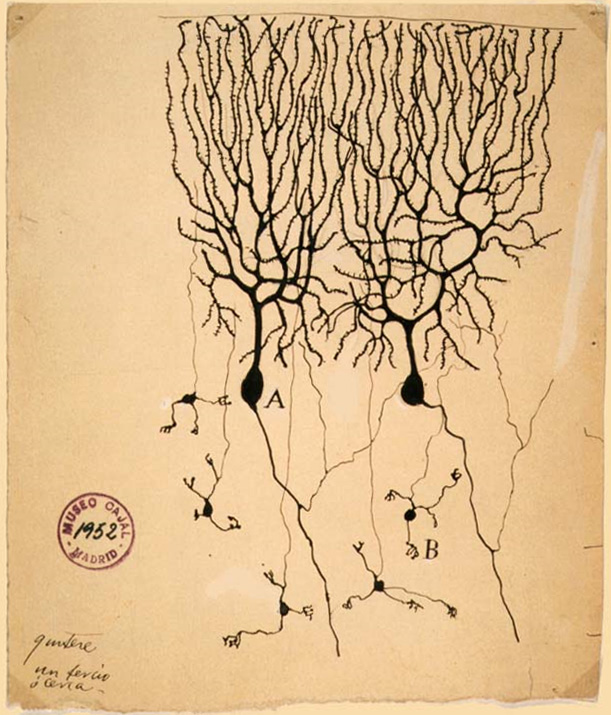
Uno de los dibujos de Santiago Ramón y Cajal, que muestra a las neuronas observadas bajo el microscopio. En este caso las células de Purkinje del cerebelo.

Las neuronas son células especializadas en recibir, propagar y transmitir impulsos electroquímicos. Solamente en el cerebro humano, hay más de cien mil millones de neuronas. Las neuronas son diversas en cuanto a morfología y función. Por lo tanto, no todas las neuronas corresponden a las estereotipadas neuronas motoras con dendritas y axones mielinizados que conducen potenciales de acción. Algunas neuronas como las fotorreceptoras, por ejemplo, no tienen axones mielinizados que conduzcan potenciales de acción. Otras neuronas unipolares que se encuentran en invertebrados no tienen ni siquiera procesos distintivos tales como las dendritas. Por otra parte, las distinciones basadas en la función entre las neuronas y otras células, tales como las células cardíacas y las musculares no son útiles. Así, la diferencia fundamental entre una neurona y una célula no neuronal es una cuestión de grado.
Otra clase importante de células que se encuentran en el sistema nervioso son las células gliales. Estas células están solo recientemente comenzando a recibir atención de los neurobiólogos por participar no solo en la alimentación y el mantenimiento de las neuronas, sino también en la modulación sináptica. Por ejemplo, las células de Schwann, que son un tipo de células gliales que se encuentran en el sistema nervioso periférico, modulan las conexiones sinápticas entre las terminales presinápticas de las placas terminales de la neurona motora y las fibras musculares en las uniones neuromusculares.
A principios de los años 90, se descubrió la neurona especular por Giacomo Rizzolatti. Recibió el Premio Príncipe de Asturias de Investigación Científica y Técnica 2011 , compartido con Joseph Altman (Su labor investigadora certificó, utilizando la técnica de autorradiografía con timidina tritiada para marcar células en división, la existencia de neurogénesis en algunas áreas del cerebro postnatal y adulto de la rata, especialmente en el bulbo olfativo y el giro dentado. Asimismo, sugirió que estas nuevas neuronas desempeñan un papel crucial en los procesos de la memoria y el aprendizaje.) y con Arturo Álvarez-Buylla (por sus investigaciones en el origen de la neurogénesis de células olfativas en el adulto y la migración en cadena de estas células para alcanzar el bulbo olfativo, siguiendo una vía específica denominada rostral migratory stream).

## Función neuronal
Una característica destacada de muchas neuronas es la excitabilidad. Las neuronas generan impulsos eléctricos o cambios en el voltaje de dos tipos: los potenciales graduados y los potenciales de acción. Los potenciales graduados se producen cuando el potencial de la membrana se despolariza e hiperpolariza de manera gradual en relación con la cantidad de estímulo que se aplica a la neurona. Un potencial de acción por el contrario, es un impulso eléctrico todo o nada. A pesar de ser más lento que los potenciales graduados, los potenciales de acción tienen la ventaja de viajar largas distancias en los axones con poco o ningún decremento. Gran parte del conocimiento actual de los potenciales de acción proviene de los experimentos del axón de calamar realizados por Sir Alan Lloyd Hodgkin y Sir Andrew Huxley.

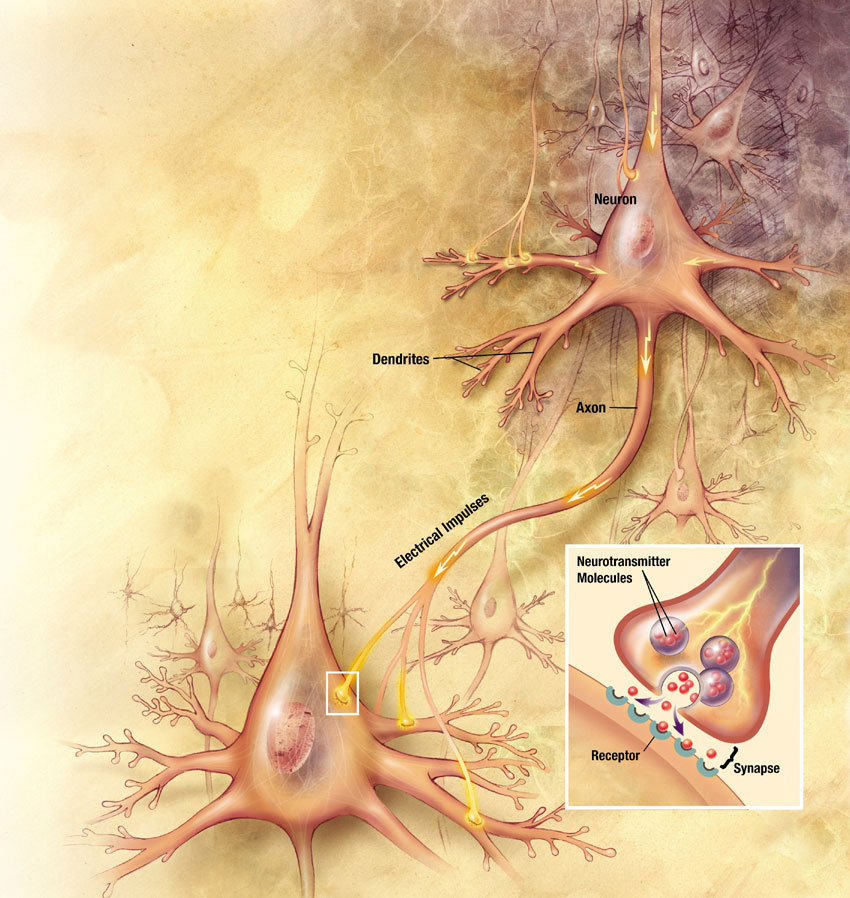
Los potenciales de acción que llegan a las sinapsis de la neurona superior derecha estimulan las corrientes en sus dendritas; estas corrientes despolarizan la membrana en su cono axónico, provocando un potencial de acción que se propaga por el axón a sus botones sinápticos, liberando neurotransmisores y estimulando a la neurona postsináptica (inferior izquierda).

### Potencial de acción
El modelo de Hodgkin-Huxley de un potencial de acción en el axón gigante de calamar ha sido la base para gran parte de la comprensión actual de las bases iónicas de los potenciales de acción. En resumen, el modelo establece que la generación de un potencial de acción está determinada por dos iones: Na+ y K+. Un potencial de acción se puede dividir en varias fases secuenciales: el umbral, la fase ascendente, la fase descendente, la fase de subestimulación (undershoot) y la fase refractaria. Después de varias despolarizaciones graduadas locales del potencial de membrana, se alcanza el umbral de excitación, los canales de sodio dependientes del voltaje se activan, lo que lleva a una afluencia de iones Na+. Una vez que los iones Na+ entran en la célula, el potencial de membrana se despolariza más, y más canales de sodio dependientes del voltaje se activan. Este proceso también se conoce como un bucle de retroalimentación positiva. A medida que la fase ascendente alcanza su punto máximo, los canales de Na+ dependientes del voltaje se inactivan, mientras que los canales de K+ dependientes del voltaje se activan, lo que resulta en un movimiento neto hacia el exterior de los iones K+, que repolariza el potencial de membrana hacia el potencial de membrana en reposo. La repolarización del potencial de membrana continúa, resultando en una fase de subestimulación o en un período refractario absoluto. La fase de subestimulación ocurre porque a diferencia de los canales de sodio dependientes del voltaje, los canales de potasio dependientes del voltaje se inactivan mucho más lentamente. Sin embargo, mientras más canales de K+ dependientes de voltaje se inactivan, el potencial de membrana recupera su normal y estable estado de reposo.

### Estructura y formación de la sinapsis

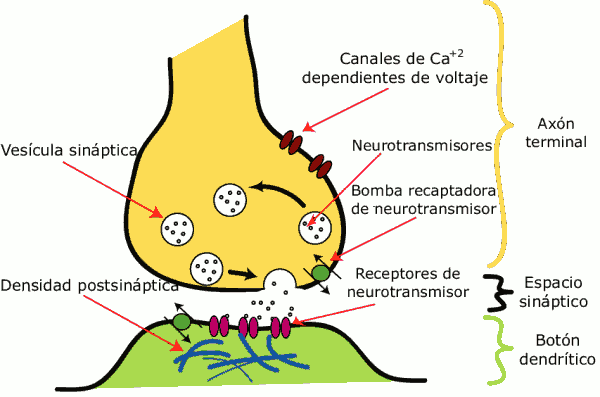
Ilustración de los principales elementos en una sinapsis prototípica. Las sinapsis son las brechas entre las células nerviosas. Estas células convierten sus impulsos eléctricos en ráfagas de retransmisores neuroquímicos, llamados neurotransmisores, que viajan a través de la sinapsis a receptores en las dendritas de las células adyacentes, provocando así que más impulsos eléctricos recorran estas últimas células.

Las neuronas se comunican entre sí a través de la sinapsis. La sinapsis es la unión especializada entre dos células en cercana yuxtaposición una de la otra. En una sinapsis, la neurona que envía la señal es la neurona presináptica y la célula diana que recibe la señal es la neurona o célula postsináptica. La sinapsis puede ser eléctrica o química. La sinapsis eléctrica se caracteriza por la formación de uniones espaciadas que permiten a los iones y a otros compuestos orgánicos pasar instantáneamente de una célula a otra. La sinapsis química se caracteriza por la liberación presináptica de los neurotransmisores que se difunden a través de un espacio sináptico para unirse a los receptores postsinápticos. Un neurotransmisor es un mensajero químico que es sintetizado dentro de las neuronas y que es liberado por ellas mismas para comunicarse con las células dianas postsinápticas. Un receptor es una molécula proteínica transmembranal que se une a un neurotransmisor o droga. La sinapsis química es más lentas que la sinapsis eléctrica.

### Transportadores de neurotransmisores, receptores y mecanismos de señalización
Después de que los neurotransmisores son sintetizados, se empaquetan y se almacenan en las vesículas. Estas vesículas se agrupan juntas en botones terminales de la neurona presináptica. Cuando hay un cambio de voltaje en el botón terminal, los canales de calcio dependientes del voltaje incorporados en las membranas de estos botones se activan. Estos permiten a los iones de Ca2+ esparcirse a través de estos canales y unirse con las vesículas sinápticas en los botones terminales. Una vez ligado con Ca2+, las vesículas se acoplan y fusionan con la membrana presináptica, y liberan neurotransmisores en el espacio sináptico por un proceso conocido como exocitosis. Los neurotransmisores luego se difunden a través del espacio sináptico y se une a los receptores postsinápticos incrustados en la membrana postsináptica de la otra neurona. Hay dos familias de receptores: los receptores ionotrópicos y los metabotrópicos. Los receptores ionotrópicos son la combinación de un receptor y un canal iónico. Cuando se activan los receptores ionotrópicos, ciertas clases de iones como Na+ entran en la neurona postsináptica, lo que despolariza la membrana postsináptica. Si más del mismo tipo de receptores postsinápticos se activan, entonces, más Na+ entrará en la membrana postsináptica y despolarizará la célula. Los receptores metabotrópicos en cambio, activan los sistemas de cascada de segundos mensajeros que dan lugar a la apertura del canal iónico situado en otro lugar en la misma membrana postsináptica. Aunque más lentos que los receptores ionotrópicos que funcionan como interruptores de encendido y apagado, los receptores metabotrópicos tienen la ventaja de cambiar la capacidad de respuesta de la célula hacia los iones y otros metabolitos, siendo ejemplos el ácido gamma-aminobutírico (transmisor inhibidor), el ácido glutámico (transmisor excitativo), la dopamina, la norepinefrina, la epinefrina, la melanina, la serotonina, la melatonina y la sustancia P.
Las despolarizaciones postsináptica puede ser excitadoras o inhibidoras. Las que son excitadoras se les conoce como potencial excitatorio postsináptico (PEPS). Por otra parte, algunos receptores postsinápticos permiten a los iones de Cl- entrar en la célula o a los iones de K+ salir de la célula, lo que resulta en un potencial inhibitorio postsináptico (PIPS). Si el PEPS es dominante, el umbral de excitación en la neurona postsináptica puede ser alcanzado, lo que resulta en la generación y propagación de un potencial de acción en la neurona postsináptica.

## Plasticidad sináptica
La plasticidad sináptica es el proceso mediante el cual los puntos fuertes de las conexiones sinápticas son alterados. Por ejemplo, los cambios a largo plazo en la conexión sináptica pueden dar lugar a más receptores postsinápticos incrustados en la membrana postsináptica, lo que resulta en el fortalecimiento de la sinapsis. Se piensa también que la plasticidad sináptica es el mecanismo neuronal que subyace en el aprendizaje y la memoria.

En el hipocampo, estructura cerebral encargada de la memoria y el aprendizaje, tiene lugar la formación de nuevas neuronas en el adulto (marcadas en verde). Estas, “conviven” con las neuronas más antiguas (en azul).

El concepto de plasticidad refiere a que, desde la concepción y durante toda la vida, el sistema nervioso se organiza y cambia en función de las interacciones que se producen entre las características genéticas y  el ambiente. Se amplía así el concepto a "Plasticidad Neural" ya que remite a cualquier componente y conexión que forme parte el sistema nervioso e incluye tanto a los distintos tipos de células como a las distintas moléculas (neurotransmisores o factores neurotróficos) que intervienen en la transmisión de la información. Es probado que la función nerviosa cambia durante toda la vida de acuerdo con las características funcionales, los esfuerzos realizados y la capacidad del individuo de adaptarse a su entorno. Esta plasticidad no es uniforme durante toda la vida del individuo, ocurren tempranamente durante el desarrollo y se denominan períodos "críticos" a estos momentos de máxima interacción entre la actividad genética y los cambios por adaptación al ambiente.

## Sistemas sensoriales

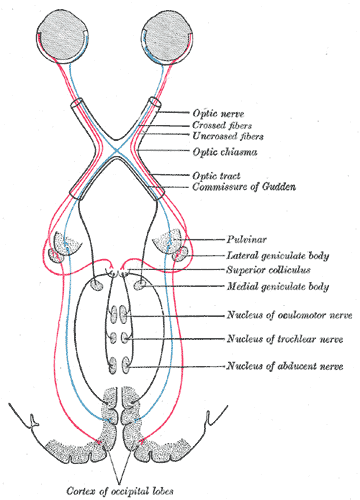
Gray FIG. 722: Esquema mostrando las conexiones centrales entre los nervios ópticos y los tractos ópticos.

El sistema auditivo es un sistema sensorial para el sentido del oído. Consiste en el oído externo, el oído medio y el oído interno.
El sistema olfativo es el sistema sensorial utilizado para el olfato. El sistema olfativo accesorio es capaz de percibir feromonas. El sistema olfativo es a menudo referido junto con el sistema gustativo como los sentidos quimiosensoriales debido a que ambos realizan la transducción de las señales químicas en percepción. Linda B. Buck y Richard Axel ganaron en 2004 el Premio Nobel de Fisiología o Medicina por su trabajo en el sistema olfativo.
El sistema visual es la parte del sistema nervioso que brinda a los organismos el sentido de la vista. Este interpreta la información de la luz visible para construir una representación del mundo que rodea al cuerpo. El sistema visual tiene la compleja tarea de (re)construir un mundo tridimensional a partir de una proyección bidimensional del mismo. Nótese que las diferentes especies son capaces de ver diferentes partes del espectro de luz, por ejemplo, algunas pueden ver en el ultravioleta, mientras que otras pueden ver en el infrarrojo.

## Desarrollo neuronal
El desarrollo neuronal es el proceso mediante el cual el sistema nervioso crece y se desarrolla. En los seres humanos, aparte del intestino primitivo, el sistema nervioso es el primer sistema de órganos que se desarrolla y el último sistema que alcanza la madurez. El desarrollo del sistema nervioso comienza cuando el ectodermo se engrosa para formar una placa neural. La placa neural se espesa para formar el tubo neural, que luego gira, se voltea y pliega para formar las tres vesículas cerebrales primarias y las cinco vesículas cerebrales secundarias. Dentro de este tubo neural las células totipotentes emigran y se diferencian en neuronas y células gliales.